# Coussarea graciliflora
Coussarea graciliflora là một loài thực vật có hoa trong họ Thiến thảo. Loài này được (Mart.) Müll.Arg. mô tả khoa học đầu tiên năm 1875.